# Galium sungpanense
Galium sungpanense är en måreväxtart som beskrevs av Georg Cufodontis. Galium sungpanense ingår i släktet måror, och familjen måreväxter. Inga underarter finns listade i Catalogue of Life.